# مانفريد كيزيتو
مانفريد كيزيتو (بالإنجليزية: Manfred Kizito)‏ هو لاعب كرة قدم رواندي في مركز الوسط، ولد في 14 مارس 1980 في أوغندا. شارك مع منتخب رواندا لكرة القدم. أما مع النوادي، فقد لعب مع نادي الجيش الوطني الرواندي وناكيفوبو فيلا.

## وصلات خارجية
- مانفريد كيزيتو على موقع الاتحاد الدولي (مؤرشف)  (الإنجليزية)
- مانفريد كيزيتو على موقع قاعدة بيانات كرة القدم.إي يو (الإنجليزية)
- مانفريد كيزيتو على موقع ناشيونال فوتبول تيمز (الإنجليزية)